# Ha*Ash (album)
Ha*Ash  è l'album di debutto del gruppo musicale statunitense Ha*Ash, pubblicato il 11 maggio 2003 dalla Sony Music.

## Tracce
Edizione Standard
1. Soy mujer – 3:30 (Áureo Baqueiro)
2. Odio amarte – 3:30 (Ashley Grace, Hanna Nicole, Áureo Baqueiro)
3. Te quedaste – 3:46 (Áureo Baqueiro, Leonel García)
4. Estés en donde estés – 4:01 (Áureo Baqueiro, Salvador Rizo)
5. Prefiero – 4:08 (Áureo Baqueiro)
6. Deja de llover – 3:35 (Áureo Baqueiro)
7. Superficial – 3:35 (Ashley Grace, Hanna Nicole, Áureo Baqueiro, Ana Velez)
8. Milagros de ocasión – 3:32 (Áureo Baqueiro)
9. Si pruebas una vez – 3:20 (Juan Luis Broissin, Ángela Dávalos)
10. Extraña en la ciudad – 4:01 (Áureo Baqueiro, Mónica Vélez)

Edizione Speciale (CD + DVD)
- DVD

1. Odio amarte (Videoclip)
2. Estés en dónde estés (Videoclip)
3. Te quedaste (Videoclip)
4. Odio amarte (Behind the Scenes)
5. Estés en dónde estés (Behind the Scenes)
6. Te quedaste (Behind the Scenes)
7. Odio amarte (Karaoke)
8. Estés en dónde estés (Karaoke)
9. EPK

## Classifiche
| Classifica (2003)              | Posizione massima |
| ------------------------------ | ----------------- |
| Messico (AMPROFON)             | 3                 |
| Stati Uniti (Latin Pop Albums) | 19                |